# Malaienadler
Der Malaienadler (Ictinaetus malaiensis, Syn.: Ictinaetus malayensis), auch Malayenadler oder Schwarzadler, ist ein Greifvogel aus der Familie der Habichtartigen (Accipitridae) und einzige Art der damit monotypischen Gattung Ictinaetus. Er lebt in bewaldeten Hügeln und Bergen, die Unterart Ictinaetus malaiensis perniger im Himalaja-Gebiet, in Indien, Assam, Myanmar und Sri Lanka, die Unterart Ictinaetus malaiensis malaiensis in Myanmar bis zu den großen Sunda-Inseln und den Molukken.

## Merkmale
Der Malaienadler erreicht eine Körperlänge von 65 bis 80 cm und eine Flügelspannweite von 148 bis 182 cm. Das Gewicht beträgt 1 bis 1,6 kg. Das Gefieder der Jungtiere ist überwiegend schwärzlich braun. Erwachsene Tiere sind schwarz oder schwärzlich braun, ihr langer Schwanz ist eng blass grau gebändert.
Die Iris adulter Tiere ist dunkelbraun, die junger Tiere rötlichbraun. Der eher kleine Schnabel ist grau mit gelber Wachshaut und langem Schnabelspalt. Die befiederten Beine sind lang, die gelben Zehen bilden einen starken Kontrast zu dem dunklen Gefieder.
Die Unterarten unterscheiden sich hauptsächlich in der Größe, die Nominatform ist größer.

## Lebensraum und Lebensweise
Der Malaienadler lebt in bewaldeten Hügeln und Bergen von Meereshöhe bis in 3300 m Höhe, meist jedoch von 300 bis 2000 m. Zu seiner Nahrung zählen Vögel, insbesondere Nestlinge und Eier sowie kleine Säugetiere (z. B. Fledermäuse), Eidechsen, Frösche und große Insekten. Im langsamen Gleitflug nimmt der Malaienadler ganze Nester oder den Nestinhalt aus den Baumkronen. Durch die schmalen, dünnen und etwas geraden Krallen bleibt der Malaienadler seltener im Nest hängen, wenn er die Beute greift.

## Unterarten
Es sind zwei Unterarten beschrieben:
- Ictinaetus malaiensis malaiensis (Temminck, 1822)[7] – Die Nominatform kommt von Myanmar über den Süden Chinas, den Südosten Asiens bis Indonesien vor.
- Ictinaetus malaiensis perniger (Hodgson, 1836)[8] – Diese Unterart kommt im nördlichen Indien, in Nepal, in Bhutan, in Südindien und auf Sri Lanka vor.

## Taxonomie
Bei den ersten zwanzig Lieferungen von Les Planches Coloriées d’Oiseaux erschienen zunächst nur die Tafeln ohne eine textliche Beschreibung. Auf der Tafel war der Trivialname und kein wissenschaftlicher Name vermerkt. Mit jeder Lieferung kam ein Verzeichnis der gelieferten Tafeln, die den wissenschaftlichen Namen beinhalteten. Der Artzusatz wurde im später nachgelieferten Text malayensis geschrieben. Die wiederentdeckten Verzeichnisse der ersten 20 Lieferungen zu den Tafel zeigt die Schreibweise malaiensis, ein Name der nach den Internationalen Regeln für die Zoologische Nomenklatur deshalb heute Priorität hat.

## Gefährdung
Das Verbreitungsgebiet des Malaienadler ist sehr groß, der Bestand scheint moderat klein bis groß. Obwohl der Bestand auf Grund der Abholzung von Wäldern zurückgeht, scheint die Art noch nicht gefährdet zu sein. Von der IUCN wird der Malaienadler deshalb als nicht gefährdet (LC, Least Concern) eingestuft.

## Etymologie und Forschungsgeschichte
Coenraad Jacob Temminck publizierte den Malaienadler unter dem Namen Falco malaiensis. Der Name stammt aus einem Manuskript von Kaspar Georg Karl Reinwardt (1773–1854). 1843 führte Edward Blyth die Gattung Ictinaetus für Ictinäetus ovivorus ein, ein Name, den er in Synonymität mit Ictinaetus malaiensis perniger sah. Dieser Name leitet sich vom griechischen »iktin, iktinos ικτιν, ικτινος« für »Milan« und »aetos αετος« für »Adler« ab. »Malaiensis« bezieht sich auf das Verbreitungsgebiet, die Malaiische Halbinsel. »Perniger« ist lateinischen Ursprungs und setzt sich aus den Worten »per-« für »sehr« und »niger« für »schwarz« zusammen. »Ovivorus« ist ein lateinisches Wortgebilde aus »ovum« für »Ei« und »vorare« für »verschlingen, fressen«.